# Битка при Ебро
Битката при Ебро е последният опит за офанзива на републиканците по време на Гражданската война в Испания, която се провежда от 25 юли до 16 ноември 1938 г. По време на битката републиканските войски претърпяват съкрушително поражение от националистите на генерал Франко.
Това е най-продължителната и голяма битка от гражданската война по отношение на жива сила, логистика и муниции, водена някога на испанска земя. Боевете са съсредоточени главно в две области по долното течение на река Ебро, Тера Алта в Каталуния и района на Аутс близо до Файон, Източен Арагон.

## Битката

### Републиканска офанзива
Половината от войските в Каталуния, взимат участие в офанзивата - армията на Ебро от три корпуса - 60 000 войници, до 250 оръдия, гаубици и минохвъргачки и повече от половината бронирана техника в Каталуния - 60 танка и около 100 бронирани машини. Заради секретността на операцията на първия етап не е предвидено участие на авиация в нея. В резерва на армията на Ебро остава само един корпус от 20 000 души. Но противовъздушната артилерия не е достатъчна, тежката и противотанковата също. Командването на армията е поверено на Хуан Модесто. 5-ти корпус е ръководен от Енрике Листер, 15-ти корпус е с най-младият командир от испанската война, 28-годишният Мануел Тагуеня, а артилерията е ръководена от полковник Енрике Хурадо.
Мястото на удара, като се вземе предвид информацията от военното и въздушното разузнаване, с одобрението на Генералния щаб, е избрано да бъде планинският район на завоя на Ебро между Мекиненса и Ампоста, който е слабо покрит от франкистите, откъдето има два пътя - на юг към Валенсия и на запад към Арагон.
Технически преминаването на Ебро е добре подготвено и обмислено. Преди настъплението са обстрелвани много цели по южния бряг на Ебро, подготвени са материали за изграждането на мостове, реквизирани са рибарски лодки и са вербувани водачи от местните жители. Части са изтеглени до реката тайно през нощта.
Поради обхвата на операцията, някои сведения за нея стават известни на разузнаването на франкистите и италианския корпус. Служители на разузнаването съобщават за предполагаемата републиканска офанзива на командващия националистите генерал Хуан Ягуе в средата на юли, но той счита това за дезинформация и не предприема нищо. Ягуе и неговият щаб разчитат на бодлива тел и картечници по южния бряг на Ебро, който франкистите наблюдават.
В нощта на 24 срещу 25 юли 1938 г., след кратка, но ефективна артилерийска подготовка, републиканците започват преминаването на Ебро. Артилерията стреля само по разузнати цели. Силата и точността на артилерийския огън е добре оценена от германските щабни офицери, които служат при Франко, Вилхелм фон Тома и Ритер фон Силандер.
Преходът на пехотата започва по тъмно - в 03:00 часа сутринта и веднага на много места по 50-километровия фронт. Три републикански корпуса пресичат реката, изненадвайки франкистите. Модесто има тройно предимство в пехотата и голямо във въоръжението.
Републиканците започват най-голямата си офанзива. За няколко дни две дивизии на франкистите са разбити. Дивизиите отстъпват, оставяйки след себе си 11 000 ранени и убити, 4 000 пленници, около 100 оръдия и повече от 500 картечници, минохвъргачки и гранатомети. За единствения път в цялата война мароканските части на франкистите са заобиколени и отрязани, мароканците се предават на врага със стотици.
В републиката, под влияние на победоносните доклади на Генералния щаб, настъпва радостно вълнение. Хуан Негрин, комунистите и Алварес дел Вайо изглеждат като победители. Дори Мануел Асаня е оптимист за няколко дни. Вестниците пишат, че френският външен министър Жорж Боне, който мрази републиката, се разболява от скръб при новината за нападението над Ебро.
В Рим Бенито Мусолини заявява на своя зет, граф Чиано: „Запомнете този ден. Днес прогнозирам поражението на Франко. Червените са бойци, Франко не е.”
В бастионите на националистите, като Бургос, няколко дни царят пораженчески настроения. Републиканците, които се смятат за победени, поемат инициативата. „Новата държава“ на Франко получава най-тежкия удар на бойното поле. За първи път след битката при Сарагоса нейните части отстъпват на широк фронт.

### Отговорът на Франко
Франко незабавно нарежда спиране на операциите във Валенсия и Естремадура и изпраща мощни подкрепления към Ебро. На немско-италианската „легионерска авиация“ е наредено да не се нахвърля върху частите на Модесто, които атакуват Гандеса, а в тила на републиканците, за да оставят Листер без доставки и резерви. Франко, въз основа на предишния ход на войната е сигурен, че републиканците все още няма да напреднат много и без доставки и подкрепления, няма да е трудно бързо да ги отреже и унищожи с флангови атаки на юг от Ебро.
Предусещайки трудностите, Франко скоро изпраща молба до Берлин за голяма нова партида военни доставки. Отново, както по време на битките при Брунете и Теруел, републиканското висше командване е заслепено от успеха на първия ден от битката и вярва в нейното спечелване. Генерал Рохо отказва подкрепление на Модесто, който пробива отбраната на франкистите, без тях офанзивата започва да се изчерпва още на третия ден от операцията.
Фаталната последица от поражението и бягството на републиканците в Арагон - липсата на камиони, попречва на новобранците да влязат в битката бързо, те трябва да вървят пеша до бойното поле.
Участниците в битката и историците отбелязват, че офанзивата на републиканските танкове на първия или втория ден от операцията може да отведе пехотата на Модесто дълбоко в Арагон, до покрайнините на Сарагоса. В източен Арагон франкистите нямат укрепления и провизии. Но предното командване позволява да се транспортират бронирани машини и оръдия през Ебро едва на четвъртия ден от операцията, когато вече е твърде късно - франкистите, изтласкани от Ебро, успяват да възстановят солидна защита и да получат първите подкрепления.
А танковете и бронираните машини, които са на малкото прелези, стават мишена на господстващата във въздуха "легионерска авиация". Тъй като нямат време да установят контакт на фронта, те претърпяват загуби. За първи път във военната история самолетите се оказват опасен противник за бронетанковите сили.
Легионерската авиация нанася непрекъснати удари по прелезите. Но се оказва трудно да ги унищожи поради малката ширина на мостовете и огъня на противовъздушните оръдия на републиканците. Участниците в битката изчисляват, че обучените немски пилоти изразходват най-малко 500 бомби за унищожаването на всеки прелез. Италианските и испанските пилоти удрят прелези дори по-рядко, а републиканските сапьори, които работят денонощно, възстановяват разрушените многократно.
На 29-30 юли успешно започналата офанзива на армията на Ебро е спряна от националистите. Подкрепления пристигат от Кастилия и Андалусия (и наварски бригади) при Ягуе и силите на страните се изравняват. Няколко дни по-късно франкистите имат предимство в хора и оръжия.
На 6 август Ягуе предприема контраатаки срещу републиканците, опитвайки се да отреже Модесто от прелезите. Избягалият на юг 5-ти корпус също е атакуван от пехота и танкове. Националистите не успяват да отсекат цялата армия на Ебро, но под техния натиск частите на Листер се оттеглят от Гандеса, която така и не превземат.
Възползвайки се от отвличането на вниманието на най-добрите дивизии на франкистите на Ебро, републиканците на генерал Ескобар, по заповед на Негрин, контраатакуват в Естремадура на 12 август и за четири дни възвръщат почти половината от територията, окупирана от частите на Гонсало Кейпо де Ляно през юли.
От средата на август армията на Модесто е в отбрана. Франкистите натрупват своите сили и провеждат фронтални и флангови атаки. На 6 септември войските на Хуан Ягуе започват втора офанзива, на 1 октомври - трета, а на 30 октомври четвъртата.
По-късно се разбира, че в атаките срещу Хаета и Сиера Пандолс генерал Ягуе използва 130 бронирани машини и 300 немски и италиански самолета на тесен фронт, повече отколкото има в цялата републиканска армия. Но републиканските войски държат височините през август и септември.

### Франкистка контраофанзива
Националистическите сили започват шест контраофанзиви, за да си върнат територията, завзета от републиканците. Първата контраофанзива стартира на 6 август срещу северния републикански джоб между Мекиненза и Файон. Легиона „Кондор“ хвърля 50 тона бомби и до 10 август републиканските войски са принудени да се върнат през реката. Републиканците губят 900 души и 200 картечници. На 11 август националистите, водени от Камило Алонсо Вега, започват атака срещу планината Пандолс, държана от 11-та дивизия на Листер. До 14 август националистите окупират Санта Магдалена, но републиканците държат Сиера. На 18 август националистите отварят отново язовирите на река Сегре, унищожавайки мостове при Ебро, а на 19 август генерал Ягуе с шест дивизии и подкрепен от Легион „Кондор“ настъпва от Вилалба дел Аркс и превзема височините на Хаета след пет дни на ожесточени битки. Бавното напредване на националистите вбесява Мусолини: „Днес, 29 август, предричам поражението на Франко. Този човек не знае да води война или не иска“.
Тогава Франко решава да изпрати корпуса Маестрасго на Гарсия Валиньо на фронта и на 31 август националистите започват атака срещу планината Кавалс, за да напреднат към Корбера. Планинската верига е държана от 35-та, 11-та и 43-та републиканска дивизия, а националистите атакуват с осем дивизии, 300 оръдия, 500 самолета и 100 танка. На 3 септември националистите започват нова атака от Гандеса, подкрепени от немски 88 мм оръдия и до 4 септември окупират Корбера. След шест седмици битка националистите възстановяват 120 квадратни километра. От друга страна, на 21 септември републиканският министър-председател Хуан Негрин обявява безусловното изтегляне на интернационалните бригади.
На 2 октомври националистите окупират височините на Лавал. На 30 октомври войските на армейския корпус на Маестрасго на Гарсия Валиньо, атакуват височините на планината Кавалс, подкрепени от 175 оръдия и 100 самолета. Републиканците губят след ден битка, понасяйки огромни загуби (1 000 пленени и 500 мъртви). На 2 ноември националистите окупират планината Пандолс и на 3 ноември десният фланг на националистическите сили достига река Ебро. На 7 ноември Мора ла Нова пада и до 10 ноември националистите владеят планината Пикоса. На 16 ноември последните бойци от 35-ти корпус прекосяват Ебро при Фликс и битката приключва.

## Последици
Превъзходството на националистите в жива сила и оборудване означава, че те са по-способни да издържат на загубите и да изтощават републиканците. В резултат на битката при Ебро републиканската армия е унищожена като ефективна сила и републиканските военновъздушни сили вече не са в състояние да окажат по-нататъшна съпротива.
И двете страни претърпяват огромни загуби, като оценките варират от 50 000 до 60 000 и до 110 000 жертви, както и загубата на голям брой самолети (републиканците между 130 и 150). Националистите губят повечето от най-добрите си офицери и повечето от техните танкове и камиони се нуждаят от ремонт, а републиканската армия губи повечето си оръжия и опитни части. Независимо от това, след като Франко подписва нов минен закон, който прави огромни отстъпки на германското правителство, Германия изпраща нови оръжия на националистическите сили и през декември Франко започва офанзива срещу Каталуния.